# Муммолін
Муммолін (фр. Mummolin) — державний діяч франкського королівства Нейстрія.

## Життєпис
Походив з династії ріпуарських франків. Його дідом був король Хлодеріх. Більшість дослідників його батьком ввадажє Мундеріха. Матір'ю була Артемія, донька сенатора Флорентина.
Народився до 532 року, коли його батько підняв повстання з метою захоплення трону Австразії, але зазнав поразки й загинув. Про власне діяльність Муммоліна відомостей обмаль. Отримав графство Суассон, яке було основою королівства Нейстрія.
566 року королем Харібертом I призначається на посаду мажордома Нейстрії. Підтримував свого стрийка Ґундульфа в Австразії. Подальша доля невідома.

## Родина
- Бодогізел, патркиій Авіньйонського Провансу
- Бабон, герцог, посол 585 року до Візаннтійської імперії